# White Settlement (Texas)
White Settlement es una ciudad ubicada en el condado de Tarrant en el estado estadounidense de Texas. En el Censo de 2010 tenía una población de 16116 habitantes y una densidad poblacional de 1.232,65 personas por km².

## Geografía
White Settlement se encuentra ubicada en las coordenadas 32°45′18″N 97°27′39″O / 32.75500, -97.46083. Según la Oficina del Censo de los Estados Unidos, White Settlement tiene una superficie total de 13.07 km², de la cual 13.07 km² corresponden a tierra firme y (0.04%) 0.01 km² es agua.

## Demografía
Según el censo de 2010, había 16116 personas residiendo en White Settlement. La densidad de población era de 1.232,65 hab./km². De los 16116 habitantes, White Settlement estaba compuesto por el 80.35% blancos, el 4.7% eran afroamericanos, el 0.87% eran amerindios, el 1.63% eran asiáticos, el 0.14% eran isleños del Pacífico, el 9.23% eran de otras razas y el 3.08% pertenecían a dos o más razas. Del total de la población el 25.01% eran hispanos o latinos de cualquier raza.